# Malchina
Màlchina (Mavhinje in sloveno) è un centro agricolo, frazione del comune sparso di Duino-Aurisina (TS), nel Friuli-Venezia Giulia.
Costituita da un nucleo storico di costruzioni in stile carsico poste lungo la rotabile che collega i centri del comune posti lungo la fascia confinaria con la Slovenia. Si è espansa nel secondo dopoguerra con la costruzione di abitazioni e piccoli stabilimenti agricoli più moderni. È abitata prevalentemente da una popolazione di lingua slovena.

## Storia
Il primo insediamento sul luogo è databile attorno all'anno 1000, anche se la sua prima menzione avviene nel 1113 col nome di Malchinasella.
La chiesa del paese, dedicata a San Nicola venne eretta nel 1305, anche se si suppone che la preesistente chiesa dedicata a Santa Domenica fosse esistente già dal 1000.
La zona subì delle incursioni turche tra il 1476 e il 1483.
Nel 1856 divenne comune autonomo (che comprendeva anche Ceroglie, Sistiana e Visogliano).
Il comune di Malchina (codice catastale E849) venne sciolto nel 1928 e fuso con i comuni di Aurisina, Duino, San Pelagio e Slivia, formando il nuovo comune di Duino-Aurisina.
Il paese subì la devastazione il 16 agosto 1944, da parte delle truppe naziste, come rappresaglia dell'appoggio dato dalla popolazione ai partigiani.

## Galleria d'immagini

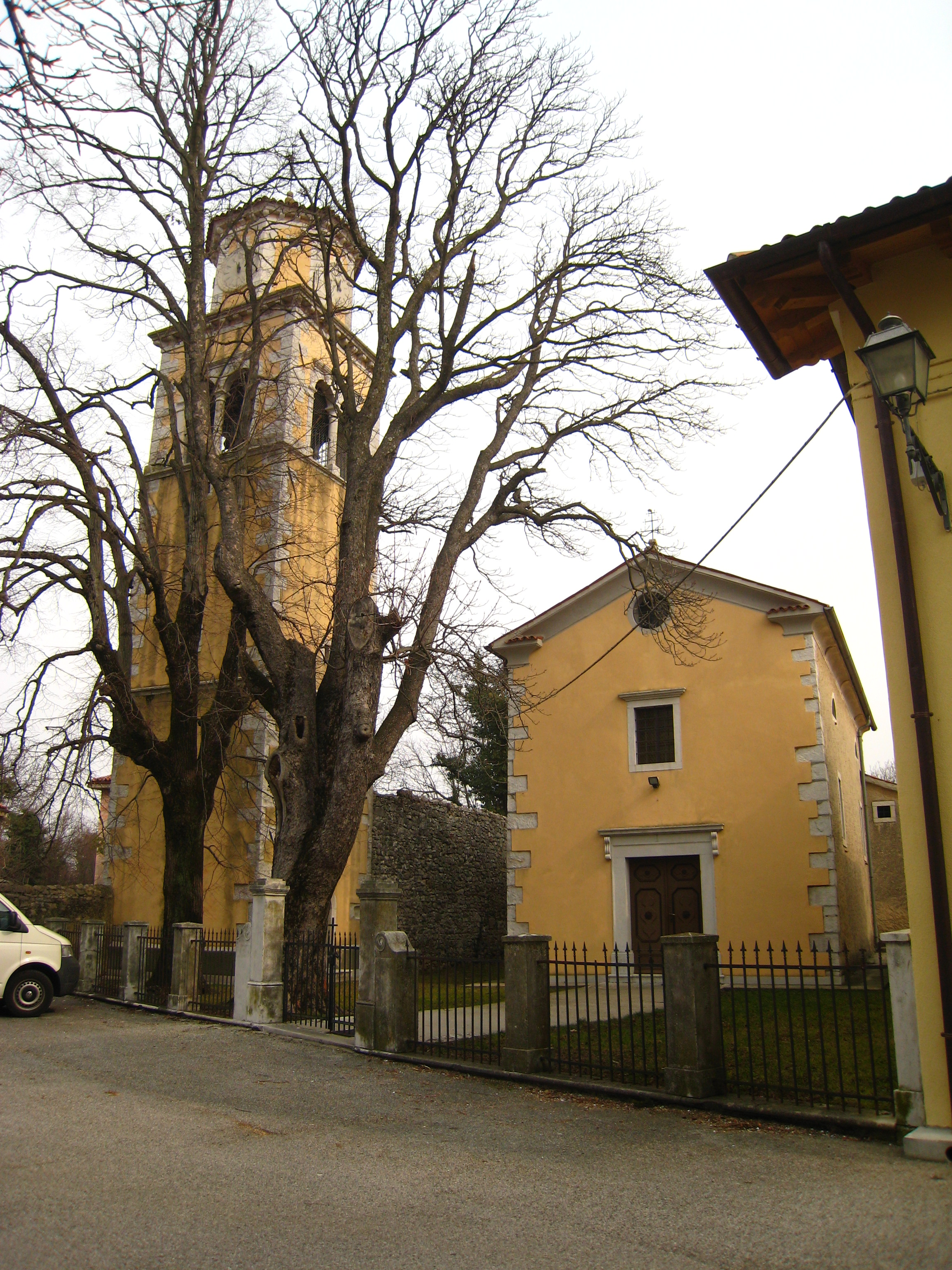